# Magnus Berrføtt

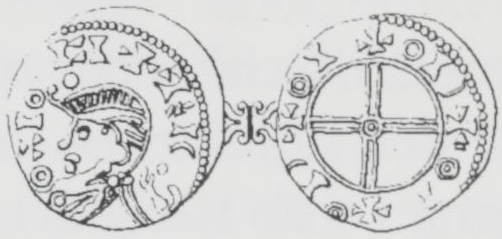
Magnus Berrføtt là Vua Na Uy từ năm 1093.

Magnus Olafsson (tiếng Na Uy cổ: Magnús Óláfsson, tiếng Na Uy: Magnus Olavsson, 1073 - 24 tháng 8 năm 1103), được biết đến nhiều hơn với Magnus Barefoot (tiếng Na Uy cổ: Magnús berfœttr, tiếng Na Uy: Magnus Berrføtt), là Vua Na Uy) Từ năm 1093 cho đến khi ông qua đời vào năm 1103. Triều đại của ông được đánh dấu bởi các chiến dịch quân sự hung hăng và chinh phục, đặc biệt là ở những vùng thuộc Anh quốc và Ireland, nơi ông mở rộng phạm vi cai trị của mình tới Vương quốc Đảo và Dublin.
Là con trai duy nhất của vua Olaf Kyrre, Magnus được tuyên bố là vua ở đông nam Na Uy ngay sau cái chết của cha ông vào năm 1093. Ở phía bắc, tuyên bố của ông đã được tranh cãi bởi anh em họ Haakon Magnusson (con của vua Magnus Haraldsson) và hai người đồng nghiệp, Cai trị không thoải mái cho đến khi Haakon qua đời vào năm 1095. Các thành viên bất mãn của giới quý tộc từ chối nhận ra Magnus sau cái chết của anh họ, nhưng cuộc nổi dậy chỉ tồn tại trong thời gian ngắn. Sau khi đảm nhiệm vị trí của mình trong nước, Magnus đã vận động xung quanh biển Ailen từ năm 1098 đến năm 1099. Anh ta đột kích Orkney, Hebrides và Mann (Bắc và Nam Đảo) và đảm bảo sự kiểm soát của Na Uy bằng một hiệp ước với hoàng gia Scotland. Dựa trên Mann trong thời gian ở phía tây, Magnus đã có một số pháo đài và nhà ở được xây dựng trên đảo và cũng có thể có được quyền bá chủ của Galloway. Ông đã đi thuyền đến Wales sau đó trong cuộc thám hiểm của mình, giành quyền kiểm soát Anglesey (và có thể là của Gwynedd) sau khi đẩy lùi các lực lượng Norman xâm nhập từ hòn đảo.
Sau khi trở lại Norway Magnus dẫn đầu các chiến dịch vào Dalsland và Västergötland ở Thụy Điển, tuyên bố một biên giới cổ với đất nước. Sau hai vụ tấn công không thành công và một số cuộc đụng độ, vua Eric Evergood của Đan Mạch đã khởi xướng các cuộc đàm phán hòa bình giữa ba vương quốc Scandinavia, sợ rằng cuộc xung đột sẽ không còn nữa. Magnus kết luận hoà bình với người Thụy Điển vào năm 1101 bằng cách đồng ý kết hôn với Margaret, con gái của vua Inge Stenkilsson của Thụy Điển. Đổi lại, Magnus đã đạt được Dalsland như một phần của hồi môn của cô. Ông đã đưa ra chiến dịch cuối cùng của phương Tây vào năm 1102, và có thể đã tìm cách chinh phục Ailen. Magnus đã liên minh với vua Muirchertach Ua Briain của Munster, người thừa nhận sự kiểm soát của Magnus ở Dublin. Trong những hoàn cảnh không rõ ràng, trong khi lấy nguồn cung lương thực để trở về Nauy, Magnus đã bị Ulaid giết chết trong năm sau; Những tiến bộ lãnh thổ đặc trưng cho triều đại của ông đã kết thúc với cái chết của ông.
Vào thời hiện đại, di sản của ông vẫn còn được chú ý nhiều hơn ở Ireland và Scotland so với ở Na Uy. Trong số ít sự phát triển trong nước được biết đến trong thời trị vì của ông, Na Uy đã phát triển một sự cai trị tập trung hơn và tiến gần hơn tới mô hình tổ chức giáo hội Châu Âu. Được mô tả phổ biến là một chiến binh Viking chứ không phải là một vua thời Trung cổ, Magnus là vị vua Nauy cuối cùng rơi vào cuộc chiến ở nước ngoài, và ông ta có thể được coi là vua Viking cuối cùng.